# كأس تونس للكرة الطائرة للرجال 2004–05
كأس تونس للكرة الطائرة للرجال 2004-2005 هو الموسم رقم 49 من كأس تونس للكرة الطائرة للرجال.

فاز بهذا الموسم النادي الرياضي الصفاقسي.

## روابط خارجية
- الموقع الرسمي للجامعة التونسية للكرة الطائرة.